# 다이나믹 아일랜드
다이나믹 아일랜드(영어: Dynamic island)는 애플이 2022년 9월 이벤트에서 아이폰 14와 같이 공개한 iOS의 기능이다. 아이폰 14 프로부터 탑재되는 펀치홀 노치를 활용해, 노치를 화면의 한 부분처럼 정보를 담을 수 있게 한다. 들어갈 수 있는 정보는 걸려오는 전화부터 시작해 무음 모드, 타이머, 에어드롭 알림까지 다양한 것들이 좌우 총 2개까지 들어간다. 노치를 짧게 한 번 누르면 해당 앱으로 이동하며 길게 누르면 크기가 커지며 간단한 동작을 할 수 있다.

## 장점
Face ID로 인해 노치가 필요한 아이폰의 기술적 한계를 소프트웨어적으로 잘 해결했다는 호평이 많다.

## 비판 및 문제점
안드로이드 계열 스마트폰은 카메라를 화면 뒤에 숨기기까지 하는데 단순 '눈속임일 뿐'이라는 비판도 있다. 또한 노치를 만지다 보면 지문이 묻기 마련인데, 동작할 때마다 손을 닦고 누를 수도 없으니 몇 번 사용하면 전면 카메라가 더러워진다는 단점이 있다.

## 지원 기기
- 아이폰 14 프로 | 아이폰 14 프로 맥스
- 아이폰 15 | 아이폰 15 플러스 | 아이폰 15 프로 | 아이폰 15 프로 맥스
- 아이폰 16 | 아이폰 16 플러스 | 아이폰 16 프로 | 아이폰 16프로맥스 (16e는 99만원 이라는 가격에도 불구하고 지원안함…)

## 안드로이드에서
다이나믹 아일랜드는 원래 애플이 아이폰에서 사용하도록 고안되었지만, 안드로이드 계열 스마트폰에서도 사용할 수 있도록 하는 앱이 나오고 있다.